# Planicephalus luteoapicalis
Planicephalus luteoapicalis är en insektsart som beskrevs av Beamer 1938. Planicephalus luteoapicalis ingår i släktet Planicephalus och familjen dvärgstritar. Inga underarter finns listade i Catalogue of Life.